# A gödör (film)
A gödör (The Hole) Nick Hamm 2001-ben bemutatott thriller filmje. A forgatókönyvet Guy Burt története alapján Ben Court és Caroline Ip írták. Főszerepben Thora Birch és Embeth Davidtz. Birch, Lizt alakítja, aki két hetet bezárva töltött egy sötét, földalatti bunkerben, három barátjával. Davidtz pedig, Dr. Horwoodot, aki segít Lizinek az emlékek felidézésében. Liz három barátját Desmond Harrington, Laurence Fox és Keira Knightley játssza el. A film az angol Pathé megbízásából készült, a magyar szinkront a FF Film & Music (Kft.) készítette 2003-ban.

## Szereplők
| Szereplő             | Színész              | Magyar hang     |
| -------------------- | -------------------- | --------------- |
| Liz Dunn             | Thora Birch          | Csondor Kata    |
| Dr. Philippa Horwood | Embeth Davidtz       | Orosz Anna      |
| Mike Steel           | Desmond Harrington   | Dányi Krisztián |
| Geoff Bingham        | Laurence Fox         | Simonyi Balázs  |
| Frances Almond Smith | Keira Knightley      | Németh Borbála  |
| Martyn Taylor        | Daniel Brocklebank   | Bódy Gergely    |
| Tom Howard           | Steven Waddington    | Rosta Sándor    |
| Daisy                | Emma Griffiths Malin | Kiss Virág      |
| Minnie               | Jemma Powell         | Szénási Kata    |
| ügyvédnő             | Celia Montague       | Hirling Judit   |
| doktornő             | Lolita Chakrabarti   | Németh Kriszta  |
| riporter             | Claire Fox           | Hirling Judit   |